# AirExplore
AirExplore é uma companhia aérea charter eslovaca com sede em Bratislava.

## Frota

### Frota atual
A frota da AirExplore consiste nas seguintes aeronaves: (Maio de 2021):
| Aeronaves      | Em Serviço | Ordens | Passageiros | Notas |
| -------------- | ---------- | ------ | ----------- | ----- |
| Boeing 737-800 | 7          | –      | 189         |       |
| Total          | 7          | 0      |             |       |

### Frota Histórica

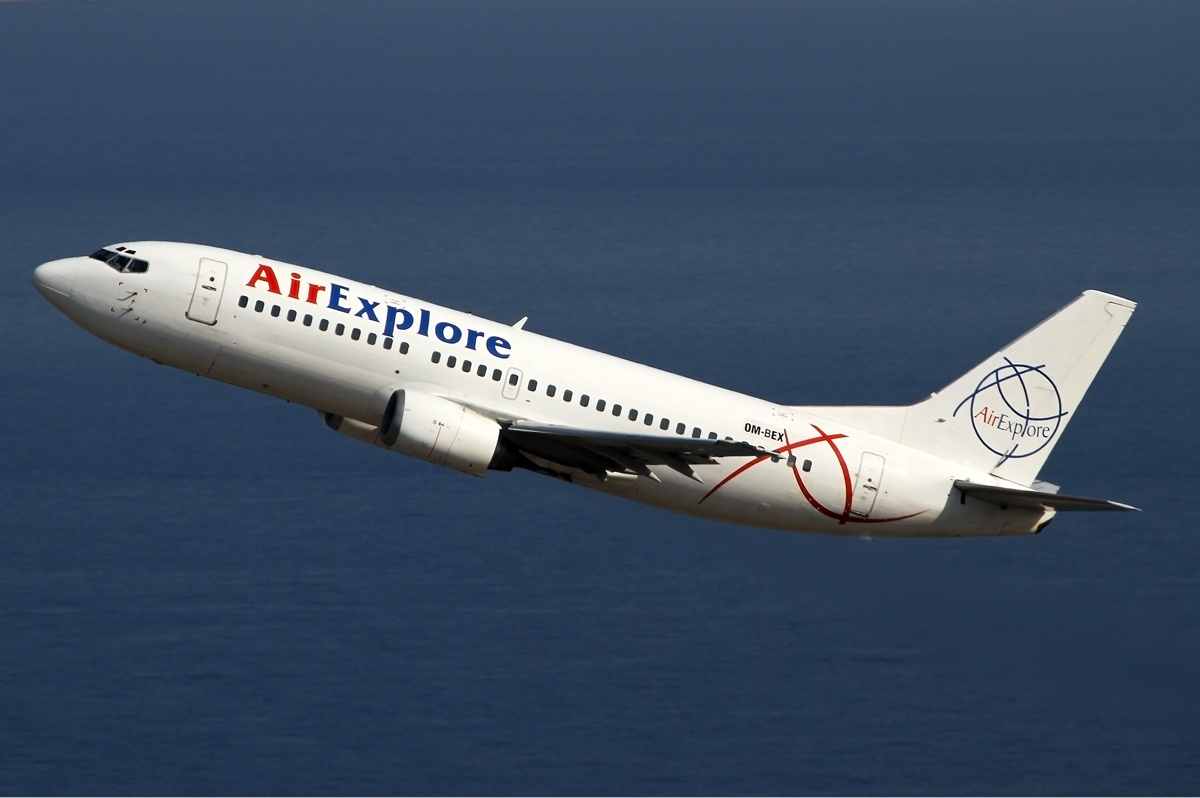
Um Boeing 737-300 da AirExplore

A frota da AirExplore também consistiu nas seguintes aeronaves:
- 1 Boeing 737-300
- 4 Boeing 737-400
- 1 Boeing 737-800